# Doomsdayer
Pour plus de détails, voir Fiche technique et Distribution.
Doomsdayer  (aussi connu sous le nom de Doomsdayer, l'apocalypse) est un film  américain réalisé par Michael J. Sarna sorti en 2000.

## Synopsis
Un agent secret doit déjouer les manœuvres d'un milliardaire corrompu, qui menace la sécurité planétaire.

## Fiche technique
- Réalisation : Michael J. Sarna
- Scénario et production : Bob Couttie, Michael D. Sellers
- Musique originale : Jessie Lasaten
- Photographie : David M. Rakoczy
- Montage : Vito Cajili
- Pays de production :  Philippines,  Italie
- Langue de tournage : anglais

## Distribution
- Joe Lara : Jack Logan
- Udo Kier : Max Gast
- Brigitte Nielsen : Elizabeth Gast
- January Isaac : Dyna Castenada
- Alexa Jago : Mary Silverbell
- Paige Rowland : Valentin Daly
- T. J. Storm : Pettigrew Montgomery
- Romano Kristoff : McLean
- Don Stockwell : Burt